# 24-й корпусной артиллерийский полк
24-й корпусной артиллерийский дважды Краснознамённый полк, он же 24-й армейский пушечный артиллерийский дважды Краснознамённый полк Резерва Главного Командования — воинская часть Вооружённых сил СССР в Советско-финляндской и Великой Отечественной войнах.
Сокращённое наименование — 24 кап, 24 апап РГК.

## История формирования
Переименован из 19-го корпусного артиллерийского полка 7.09.1939 года в составе 50-го стрелкового корпуса 23-й армии. Был вооружён 152-миллиметровыми пушками-гаубицами МЛ-20.
Приказом Народного комиссара обороны СССР № 249 от 25 июня 1943 года, за проявленную отвагу в боях с немецкими захватчиками, за стойкость, мужество, дисциплину и организованность, за героизм личного состава, 24-й армейский пушечный артиллерийский дважды Краснознамённый полк РГК преобразован в 223-й гвардейский армейский пушечный артиллерийский дважды Краснознамённый полк РГК.

## Участие в боевых действиях

### Советско-финляндская война (1939—1940)
Принимал участие в Зимней войне.

### Великая Отечественная война
Период вхождения в действующую армию: с 22.06.1941 по 25.06.1943.
Полк на 22.06.1941 находился в составе 50-го стрелкового корпуса 23-й армии, дислоцировался под Выборгом.
22.06.1941 подразделения полка выдвинулись к советско-финской границе на участки, обороняемые 123-й стрелковой дивизией и 43-й стрелковой дивизией: 1/24 ККАП разместился в Ториккола (фин. Torikkala, ныне урочище Малиновка Выборгского района Ленинградской области), 2/24 ККАП в Куулувайнен (фин. Kuuluvainen, северо-западная часть озера Терваярви (фин. Tervajärvi, ныне оз. Ушаковское)), 3/24 ККАП у ур. Терваярви (северный берег центральной части озера Терваярви). Штаб полка разместился в Раккола (фин. Rakkola, ныне урочище Карповка Выборгского района Ленинградской области), позже (26.06.1941) переместившись в район Мюллюнэн юго-восточнее ур. Терваярви, ближе к мосту через озеро.
В ночь с 29.06.1941 на 30.06.1941 противник предпринял безуспешную попытку наступления по линии 123 с.д. — на населённые пункты Уситимпери, Ванхатимпери (около оз. Лаппаярви), а также Хясяля (фин. Häsälä, ныне урочище Булановка Выборгского района Ленинградской области). 30.06.1941 24 корпусной артиллерийский полк нанёс огневой удар по скоплениям войск противника и по узлам дорог на советско-финской границе, а также по станции Симола (фин. Simola).

04.07.1941 противник предпринял атаку на участке 43 с.д. (в районе расположения 1/24 ККАП), но был отбит. 
«Наша пехота вследствие недисциплинированности и трусости командира роты не приняв боя отошла на линию ПНП 1/24 ККАП. Лейтенант КИРИЛОВ с несколькими разведчиками стойко отражал атаки окруживших их финов до прибытия к месту боя отступившей роты. Противник отошел за границу.», стр. 10 журнала боевых донесений 24 ККАП
В течение июля и до 20 августа 1941 года 24 ККАП противостоит артиллерии противника, успешно подавляя батареи, ведущие обстрел передовых частей 123 с.д. 
«… установлено, что противник перед фронтом 255 с.п. имеет до дивизии пехотных частей, до 2 батальонов танков и небольшую артиллерию, не превосходящую нашу в количественном отношении и значительно худшую по качеству. Из всего количества снарядов, выпущенных артиллерией противника, примерно 60 % не рвутся. Были случаи, когда из 11 выпущенных снарядов разорвались только три, а из 22 выпущенных снарядов по О. П. 323 а.п., разорвалось только 2 снаряда.», стр. 16 журнала боевых донесений 24 ККАП
11.07.1941 при атаке на Хясяля финны оттеснили передовые части РККА на 300—400 м на фронте в 1,5 км, у Ванхатимпери занята высота 40,8.
28.07.1941 при поддержке 3/24 ККАП высота 40,8 отбита.
04.08.1941 123 с.д. при поддержке 24 ККАП переходит в наступление по всему фронту дивизии, продвинувшись вплотную к границе, выбив противника из нейтральной зоны и продвинувшись на отдельных участках до 500 м за госграницу. Дальнейшее продвижение остановлено сопротивлением противника.
В конце августа на Кексгольмском направлении, противник оттесняет части РККА за водную преграду реки Вуокса, захватывает переправы и продвигается к Выборгу до деревни Репола (фин. Repola, между современными озёрами Малое Краснохолмское и Смирновское), создав таким образом угрозу окружения 123 с.д. С 20.08.1941 24 ККАП прикрывает отход 123 с.д., а весь свободный транспорт полка участвует в переброске пехоты. 24.08.1941 полк получает приказ следовать в г. Пушкин в распоряжение 42-й армии, куда прибывает 26.08.1941.
С августа 1941 года ведёт бои на кингисеппском направлении в районе Молосковиц, затем в районе дороги Гатчина — Ленинград. До февраля 1942 года ведёт бои под Ленинградом, затем через Ладогу был переброшен за кольцо окружения на волховский участок фронта.
На 18.04.1942 года находится в районе Рабочего посёлка № 8. С 27.08.1942 года, находясь в артиллерийской группе 8-й армии, участвует в Синявинской операции, поддерживает огнём советские войска, прорывающиеся к Ленинграду в направлении Синявино. За время операции по отчётам полка уничтожил 13 артиллерийских и 1 миномётную батареи и 3 реактивных миномёта.
В январе 1943 года поддерживает огнём наступающие в ходе прорыва блокады Ленинграда советские войска.

## Подчинение
| Дата            | Фронт (округ)                                              | Армия             | Корпус                 | Дивизия | Примечания |
| --------------- | ---------------------------------------------------------- | ----------------- | ---------------------- | ------- | ---------- |
| 22.06.1941 года | Ленинградский военный округ                                | 23-я армия        | 50-й стрелковый корпус |         | -          |
| 01.07.1941 года | Северный фронт                                             | 23-я армия        | 50-й стрелковый корпус | -       | -          |
| 10.07.1941 года | Северный фронт                                             | 23-я армия        | 50-й стрелковый корпус | -       | -          |
| 01.08.1941 года | Северный фронт                                             | 23-я армия        | -                      | -       | -          |
| 01.09.1941 года | Ленинградский фронт                                        | 55-я армия        | -                      | -       | -          |
| 01.10.1941 года | Ленинградский фронт                                        | 55-я армия        | -                      | -       | -          |
| 01.11.1941 года | Ленинградский фронт                                        | 55-я армия        | -                      | -       | -          |
| 01.12.1941 года | Ленинградский фронт                                        | 55-я армия        | -                      | -       | -          |
| 01.01.1942 года | Ленинградский фронт                                        | 55-я армия        | -                      | -       | -          |
| 01.02.1942 года | Ленинградский фронт                                        | 55-я армия        | -                      | -       | -          |
| 01.03.1942 года | Ленинградский фронт                                        | 8-я армия         | -                      | -       | -          |
| 01.04.1942 года | Ленинградский фронт                                        | 8-я армия         | -                      | -       | -          |
| 01.05.1942 года | Ленинградский фронт (Группа войск Волховского направления) | 54-я армия        | -                      | -       | -          |
| 01.06.1942 года | Ленинградский фронт (Волховская группа войск)              | 54-я армия        | -                      | -       | -          |
| 01.07.1942 года | Волховский фронт                                           | 54-я армия        | -                      | -       | -          |
| 01.08.1942 года | Волховский фронт                                           | 54-я армия        | -                      | -       | -          |
| 01.09.1942 года | Волховский фронт                                           | 8-я армия         | -                      | -       | -          |
| 01.10.1942 года | Волховский фронт                                           | 8-я армия         | -                      | -       | -          |
| 01.11.1942 года | Волховский фронт                                           | 8-я армия         | -                      | -       | -          |
| 01.12.1942 года | Волховский фронт                                           | 54-я армия        | -                      | -       | -          |
| 01.01.1943 года | Волховский фронт                                           | -                 | -                      | -       | -          |
| 01.02.1943 года | Волховский фронт                                           | 2-я ударная армия | -                      | -       | -          |
| 01.03.1943 года | Волховский фронт                                           | -                 | -                      | -       | -          |
| 01.04.1943 года | Волховский фронт                                           | 8-я армия         | -                      | -       | -          |
| 01.05.1943 года | Волховский фронт                                           | 8-я армия         | -                      | -       | -          |
| 01.06.1943 года | Волховский фронт                                           | 8-я армия         | -                      | -       | -          |

## Командование полка

### Командиры
- Толстопятов Иван Иванович (1939—1940), майор, подполковник;
- Гусаров, Николай Алексеевич (1940 — 13.10.1941), майор, подполковник[3];
- Лаптев, Всеволод Константинович (13.10.1941 — 26.06.1943), майор, подполковник, полковник[4]

### Начальники штаба
- Козиев Анатолий Гаврилович (1939), майор;
- Лаптев Всеволод Константинович ( — 13.10.1941), майор;
- Лисогурский (13.10.1941 — 01.1942), капитан[3];
- Гольдмахер Владимир Семёнович (01.1942 —), майор;
- Анисимов Анатолий Степанович ( — 26.06.1943), майор

## Награды и почётные наименования
| Награда (наименование)                    | Дата награждения                                                              | За что получена |
| ----------------------------------------- | ----------------------------------------------------------------------------- | --- |
| Почётное революционное Красное Знамя ВЦИК | награждён постановлением Всероссийского центрального исполнительного комитета | по преемственности от 1-го корпусного артиллерийского полка, вручено 11 августа 1930 года в день годовщины полка                            |
| Орден Красного Знамени                    | награждён указом Президиума Верховного Совета СССР от 11 апреля 1940 года     | за образцовое выполнение боевых заданий командования на фронте борьбы с финской белогвардейщиной и проявленные при этом доблесть и мужество |

## Отличившиеся воины полка
| Награда | Ф. И. О.                        | Должность                | Звание            | Дата награждения | Примечания |
| ------- | ------------------------------- | ------------------------ | ----------------- | ---------------- | ---------- |
|         | Грачёв, Аким Герасимович        | командир огневого взвода | младший лейтенант | 21.03.1940       |            |
|         | Крылов, Павел Иванович          | командир огневого взвода | младший лейтенант | 21.03.1940       |            |
|         | Лаптев, Всеволод Константинович | командир дивизиона       | капитан           | 21.03.1940       |            |